# Jaime Alcántara Silva
Jaime Alcántara Silva (Cuacnopalan, Puebla, 13 de abril de 1950) es un político mexicano, miembro del Partido Revolucionario Institucional (PRI). Fue en dos ocasiones diputado federal.

## Biografía
Originario de San Sebastián Cuacnopalan, municipio de Palmar de Bravo en el estado de Puebla, donde realizó su educación básica, posteriormente se trasladó a la Ciudad de México, donde cursó la licenciatura en Economía en la Universidad Nacional Autónoma de México (UNAM), donde egresó como pasante. Tiene estudios de diplomados sobre Derechos del Mar y Legislación Pesquera Mexicana en la UNAM; y en Microindustria, financiado por el Banco Interamericano de Desarrollo (BID).
Miembro del PRI desde 1967, de 1973 a 1976 fue secretario auxiliar del Presidente de la Gran Comisión de la Cámara de Diputados Carlos Sansores Pérez y simultáneamente fue delegado especial del PRI en los procesos electorales de varios estados, en 1977 fue subdirector de Servicios Generales del Instituto Nacional para el Desarrollo Cooperativo (INDECO). En 1981 fue elegido diputado suplente a la  XLVIII Legislatura del Congreso del Estado de Puebla, sin llegar a ocupar el cargo.
De 1981 a 1984 fue secretario general de la Liga de Comunidades Agrarias y Sindicatos Campesinos de Puebla, sección estatal de la Confederación Nacional Campesina (CNC). En 1982 fue postulado candidato del PRI y elegido diputado federal por el Distrito 8 de Puebla, a la LII Legislatura que concluyó en 1985. Posteriormente ocuparía los cargos de delegado de la Secretaría de Medio Ambiente, Recursos Naturales y Pesca en Puebla,  secretario técnico de la Comisión de Agua pPotable en Puebla, consejero del Banco Nacional de Crédito Rural, sede centro sur; y consejero de la Aseguradora Nacional Agrícola y Ganadera.
En 2000 fue postulado candidato del PRI a diputado federal en segunda ocasión, por el mismo Distrito 8 federal, resultando elegido a la LVIII Legislatura que concluyó en 2003, al recibir el 49.20%, frente al 32.94% de su competidor de la Alianza por el Cambio.